# 武陵春
武陵春，詞牌名。雙調四十九字，八句六平韻。

## 詞牌格式
平仄平平平仄仄，仄仄仄平平。仄仄平平仄仄平，仄仄仄平平。
平仄平平平仄仄，仄仄仄平平。仄仄平平仄仄平，仄仄仄，仄平平。

例詞
- 李清照

風住塵香花已盡，日晚倦梳頭。物是人非事事休，欲語淚先流。
聞說雙溪春尚好，也擬泛輕舟。只恐雙溪舴艋舟，載不動許多愁。